# 大港 (阿馬帕州)

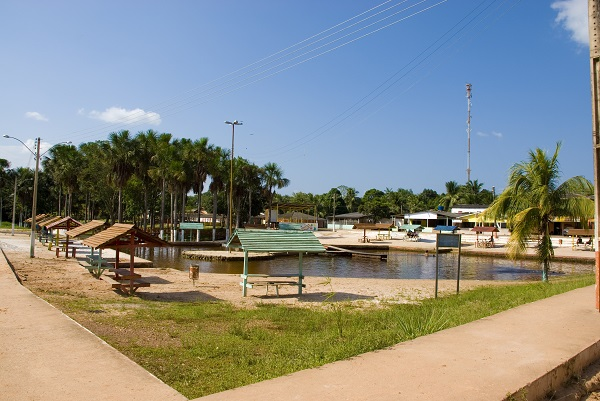
大港

00°42′46″N 51°24′46″W / 0.71278°N 51.41278°W
大港（葡萄牙語：Porto Grande）是巴西的城鎮，位於該國北部，由阿馬帕州負責管轄，始建於1992年5月1日，面積4,402平方公里，海拔高度60米，2010年人口16,825，人口密度每平方公里3.82人。